# Colin Brown
Colin Brown   (Liverpool, 25 d'agost de 1818 - Hillhead, 19 de desembre de 1896) fou un músic anglès.
Des de l'any 1868 explicà teoria musical en l'Anderson College de Glasgow. Publicà un tractat d'acústica titulat Music in common things (1874-76), i dues col·leccions de cants escocesos. Inventà un aparell per a demostrar la formació de les mono polifonies.